# Braam van Straaten
Abraham Johannes Jacobus van Straaten (Pretoria, 28 de septiembre de 1971) es un ex–jugador sudafricano de rugby que se desempeñaba como apertura. Fue internacional con los Springboks de 1999 a 2001.

## Selección nacional
Nick Mallett lo convocó a los Springboks para enfrentar a la Azzurri en junio de 1999. Con los retiros de Henry Honiball y Jannie de Beer, se consolidó como titular y participó de The Rugby Championship en 1999, 2000 y 2001.
En total jugó 21 partidos y marcó 221 puntos. Van Straaten perdió la titularidad con Louis Koen y la suplencia con Derick Hougaard, pero la llegada del estrella Butch James terminó su convocatoria al seleccionado.

## Palmarés
- Campeón del Torneo Panamericano de 1998 y 2003.